# Autoserica tinanti
Autoserica tinanti är en skalbaggsart som beskrevs av Louis Burgeon 1942. Autoserica tinanti ingår i släktet Autoserica och familjen Melolonthidae. Utöver nominatformen finns också underarten A. t. wittei.